# پنجاه و چهارمین دوره جوایز اسکار
پنجاه و چهارمین دوره مراسم اعطای جوایز اسکار (انگلیسی: 54th Academy Awards) در روز دوشنبه ۲۹ مارس ۱۹۸۲ در دوروتی چندلر پاویون لوس آنجلس برگزار شد. در این مراسم بهترین فیلم‌های سال ۱۹۸۱ جهان به انتخاب آکادمی علوم و هنرهای تصاویر متحرک جایزه گرفتند.
جانی کارسون مجری این مراسم بود.

## جوایز
برندگان نخست و در حروف برجسته پررنگ فهرست شده‌اند.
| جایزه اسکار بهترین فیلم | جایزه اسکار بهترین کارگردانی |
| --- | --- |
| - ارابه‌های آتش - مهاجمان صندوق گمشده - شهر آتلانتیک - روی گلدن پاند - سرخ‌ها | - وارن بیتی – سرخ‌ها - لویی مال – شهر آتلانتیک - هیو هادسن – ارابه‌های آتش - مارک رایدل – روی گلدن پاند - استیون اسپیلبرگ – مهاجمان صندوق گمشده |
| جایزه اسکار بهترین بازیگر نقش اول مرد | جایزه اسکار بهترین بازیگر نقش اول زن |
| - هنری فوندا – روی گلدن پاند - وارن بیتی – سرخ‌ها - برت لنکستر – شهر آتلانتیک - دادلی مور – آرتور - پل نیومن – غیبت مالیس | - کاترین هپبورن – روی گلدن پاند - دایان کیتن – سرخ‌ها - مارشا ماسون – تنها وقتی می‌خندم - سوزان ساراندون – شهر آتلانتیک - مریل استریپ – زن ستوان فرانسوی |
| جایزه اسکار بهترین بازیگر نقش مکمل مرد | جایزه اسکار بهترین بازیگر نقش مکمل زن |
| - جان گیلگد – آرتور - جیمز کوکو – تنها وقتی می‌خندم - ایان هولم – ارابه‌های آتش - جک نیکلسون – سرخ‌ها - هاوارد رولینز – رگتایم | - مورین استیپلتون – سرخ‌ها - ملیندا دیلون – غیبت مالیس - جین فوندا – روی گلدن پاند - جوآن هکت – تنها وقتی می‌خندم - الیزابت مک‌گاورن – رگتایم |
| جایزه اسکار بهترین فیلم‌نامه غیراقتباسی | جایزه اسکار بهترین فیلم‌نامه اقتباسی |
| - ارابه‌های آتش – کالین ولند - غیبت مالیس – کرت لودکی - آرتور – Steve Gordon - شهر آتلانتیک – جان گوئیر - سرخ‌ها – وارن بیتی و Trevor Griffiths | - روی گلدن پاند – ارنست تامپسون - زن ستوان فرانسوی – هارولد پینتر - Pennies from Heaven – Dennis Potter - شاهزاده شهر – Jay Presson Allen و سیدنی لومت - رگتایم – Michael Weller |
| جایزه اسکار بهترین فیلم خارجی‌زبان | Best Sound |
| - مفیستو (مجارستان) - The Boat Is Full (سوئیس) - مرد آهنین (لهستان) - Muddy River (ژاپن) - سه برادر (ایتالیا) | - مهاجمان صندوق گمشده – Bill Varney, Steve Maslow, Gregg Landaker و Roy Charman - روی گلدن پاند – Richard Portman و David M. Ronne - خارج از محدوده (فیلم ۱۹۸۱) – John Wilkinson, Robert W. Glass, Jr., Robert Thirlwell و Robin Gregory - Pennies from Heaven – Michael J. Kohut, Jay M. Harding, Richard Tyler و Al Overton, Jr. - سرخ‌ها – Dick Vorisek, Tom Fleischman و Simon Kaye                                             |
| Best Documentary Feature | Best Documentary Short |
| - نسل‌کشی – Arnold Schwartzman and Rabbi Marvin Hier - Against Wind and Tide: A Cuban Odyssey – Suzanne Bauman, Paul Neshamkin و Jim Burroughs - پل بروکلین – کن برنز - Eight Minutes to Midnight: A Portrait of Dr. Helen Caldicott – Mary Benjamin, Susanne Simpson و Boyd Estus - El Salvador: Another Vietnam – Glenn Silber و Tete Vasconcellos | - Close Harmony – Nigel Noble - Americas in Transition – Obie Benz - Journey for Survival – Dick Young - See What I Say – Linda Chapman, Pam LeBlanc و Freddi Stevens - Urge to Build – Roland Hallé و John Hoover |
| جایزه اسکار بهترین فیلم کوتاه | جایزه اسکار بهترین پویانمایی کوتاه |
| - Violet – Paul Kemp و Shelley Levinson - Couples and Robbers – Christine Oestreicher - First Winter – John N. Smith | - Crac – Frédéric Back - The Creation – ویل وینتون - The Tender Tale of Cinderella Penguin – Janet Perlman |
| جایزه اسکار بهترین موسیقی فیلم | جایزه اسکار بهترین ترانه |
| - ارابه‌های آتش – ونگلیس - روی گلدن پاند – دیو گروسین - Dragonslayer – الکس نورث - رگتایم – رندی نیومن - مهاجمان صندوق گمشده – جان ویلیامز | - "Arthur's Theme" from آرتور – موسیقی و ترانه اثر برت بکراک، کارول بیر سیجر, کریستوفر کراس و Peter Allen - "Endless Love" from Endless Love – موسیقی و ترانه اثر لایونل ریچی - "The First Time It Happens" from The Great Muppet Caper – موسیقی و ترانه اثر Joe Raposo - "For Your Eyes Only" from فقط بخاطر چشمان تو – موسیقی اثر بیل کانتی; ترانه اثر Mick Leeson - "One More Hour" from رگتایم – موسیقی و ترانه اثر رندی نیومن |
| Best Art Direction | جایزه اسکار بهترین فیلمبرداری |
| - مهاجمان صندوق گمشده – Art Direction: Norman Reynolds و Leslie Dilley; Set Decoration: Michael Ford - زن ستوان فرانسوی – Art Direction: Assheton Gorton; Set Decoration: Ann Mollo - دروازه بهشت – Art Direction: Tambi Larsen; Set Decoration: Jim Berkey - رگتایم – Art Direction: John Graysmark, Patrizia Von Brandenstein و Anthony Reading; Set Decoration: George de Titta, Sr., George de Titta, Jr. و Peter Howitt - سرخ‌ها – Art Direction: Richard Sylbert; Set Decoration: Michael Seirton | - سرخ‌ها – ویتوریو استورارو - اکس‌کالیبور – الکس تامسون - روی گلدن پاند – بیلی ویلیامز - رگتایم – میروسلاو اوندژیچک - مهاجمان صندوق گمشده – داگلاس اسلوکام |
| Best Makeup | جایزه اسکار بهترین طراحی لباس |
| - گرگ‌نمای آمریکایی در لندن – ریک بیکر - Heartbeeps – استن وینستون | - ارابه‌های آتش – میلنا کانونرو - زن ستوان فرانسوی – Tom Rand - رگتایم – Anna Hill Johnstone - سرخ‌ها – Shirley Russell - Pennies from Heaven – Bob Mackie |
| جایزه اسکار بهترین تدوین | جایزه اسکار بهترین جلوه‌های تصویری |
| - مهاجمان صندوق گمشده – مایکل کان - ارابه‌های آتش – تری رالینگز - زن ستوان فرانسوی – جان بلوم - روی گلدن پاند – Robert L. Wolfe - سرخ‌ها – دده آلن، کریگ مک‌کی | - مهاجمان صندوق گمشده – Richard Edlund, Kit West, Bruce Nicholson و جو جانستون - Dragonslayer – Dennis Muren, فیل تیپت، Ken Ralston و Brian Johnson |

### جایزه اسکار افتخاری
- باربارا استانویک

### جایزه بشردوستانه ژان هرشولت
- دنی کی

### جایزه اسکار یادبود ایروینگ جی. تالبرگ
- آلبرت آر. براکلی

### جایزه گوردون ای. سویر
- جوزف واکر

### جایزه اسکار دست‌آورد ویژه
- بن برت و Richard L. Anderson برای مهاجمان صندوق گمشده

## فیلم‌های با بیش از یک جایزه یا نامزدی
| این فیلم‌ها چندین نامزدی دارند:: - ۱۲ نامزدی: سرخ‌ها - ۱۰ نامزدی: روی گلدن پاند - ۸ نامزدی: رگتایم, مهاجمان صندوق گمشده - ۷ نامزدی: ارابه‌های آتش - ۵ نامزدی: شهر آتلانتیک, زن ستوان فرانسوی - ۴ نامزدی: آرتور - ۳ نامزدی: غیبت مالیس, تنها وقتی می‌خندم, Pennies from Heaven - ۲ نامزدی: Dragonslayer | The following films received multiple awards. - ۴ برنده: ارابه‌های آتش, مهاجمان صندوق گمشده - ۳ برنده: روی گلدن پاند, سرخ‌ها - ۲ برنده: آرتور |